# Vídeo (banda)
Vídeo va ser un grup musical valencià dels anys 80 d'estil tecno-pop. La seua cançó més coneguda va ser «La noche no es para mi».

## Història
Els components inicials del grups varen ser Carlos Solís (baix elèctric), Vicente Chust (guitarra), José Manuel Moles (guitarra), Puchi Balanzá (bateria), Pepa Villalba †(veu principal) i Sissi Álvarez (cors i sintetitzadors).
El seu primer disc va ser un senzill amb dues cançons "La noche no es para mi" i "Fria y automática" (Zafiro, 1982). La primera cançó va tindre un gran èxit i es va editar un maxi-single amb les dues mateixes cançons i una altra "Pacto diabólico" (Zafiro, 1983). Finalment, el mateix any van editar un àlbum complet "Videoterapia" (Zafiro, 1983).
Durant l'any 1984 José Manuel deixa el grup però aconsegueixen editar el seu segon àlbum "Código secreto" (Zafiro). Poc després d'aquesta gravació Puchi Balanzá deixa el grup per malaltia i es substituït per José Payá.
Tardaran dos anys en enregistrar un nou disc "Relatos de diez mundos" (Zafiro), que degut a la ruïna de la discogràfica s'edita sense a penes promoció.
El seu quart àlbum l'editen el 1989, "Una brisa de amor" (Twins) i a finals d'aquest any realitzen el seu darrer concert a València.

### Retorn
En 2011 Vídeo presenta la seva nova formació, liderada per José Manuel Moles i Vicente Chust, els dos components originals i amb una nova cantant: Nita.
Fan un disc "DosMilOnce" on actualitzen els seus grans èxits i on inclouen també una versió de la cançó "Embrujada" de Tino Casal.
A la fi de juliol de 2013 editen un nou tema inèdit que es va titular "Blue Jail" i a l'agost de l'any següent es publica el videoclip d'aquesta cançó.

## Àlbums[6]
- «Vídeoterapia» (1983)
- «Código secreto» (1984).
- «Relatos de diez mundos» (1986).
- «Brisa de amor» (1989).
- «DosMilOnce» (2011).